# Guadalupe County, New Mexico
Guadalupe County är ett administrativt område i delstaten New Mexico, USA, med 4 687 invånare. Den administrativa huvudorten (county seat) är Santa Rosa. 

## Geografi
Enligt United States Census Bureau har countyt en total area på 7 853 km².7 850 km² av den arean är land och 3 km² är vatten. 

### Angränsande countyn
- San Miguel County, New Mexico - nord
- Quay County, New Mexico - öst
- DeBaca County, New Mexico - syd
- Lincoln County, New Mexico - sydväst
- Torrance County, New Mexico - väst